# Torsten Beeck
Torsten Beeck (* 22. Juni 1978 in Hamburg) ist ein deutscher Journalist und seit 1. April 2023 Chefredakteur der IT-Zeitschrift c’t – magazin für computertechnik. Er ist zudem Chefredakteur der Magazine c’t Fotografie und Mac & i sowie des Digitalangebots Heise online. Zuvor arbeitete er u. a. in der Chefredaktion des Nachrichtenmagazins Der Spiegel und war Manager des US-amerikanischen Technologieunternehmens Meta Platforms.

## Leben
Torsten Beeck begann seine Karriere als Fachredakteur und arbeitete für verschiedene Medien. Ab 2007 war er in verschiedenen Positionen bei Axel Springer in Hamburg und Berlin tätig. 2014 wechselte er in die Chefredaktion des Hamburger Nachrichtenmagazins Der Spiegel, wo er sich auf den Aufbau der Bereiche Plattformpartnerschaften, Community und Social Media konzentrierte. In den dreieinhalb Jahren vor seiner Ernennung zum c’t-Chefredakteur war Beeck bei Facebook (später Meta) tätig. Dort verantwortete er Verlagskooperationen in Zentraleuropa.
Am 1. April 2023 wurde Beeck Chefredakteur des c’t Magazins, das zur Heise Medien Gruppe gehört. Im Juni 2023 wurde bekannt, dass Beeck auch in die übergreifende Chefredaktion der Heise Medien berufen wurde und dort für die inhaltliche Ausrichtung, Produktentwicklung und publizistische Leitlinien verantwortlich ist.

## Belege
1. ↑  Torsten Beeck übernimmt Chefredaktion von c't - Jürgen Rink verlässt das Haus. Abgerufen am 9. Juni 2023 (deutsch).
2. ↑  heise online: Impressum. Abgerufen am 11. Februar 2024.
3. ↑  Mac & i: IMPRESSUM. In: Mac & i. Band 2024, Nr. 1, 1. Februar 2024, ISSN 2193-8938, S. 144–144 (heise.de [abgerufen am 11. Februar 2024]).
4. ↑  kress.de: Torsten Beeck übernimmt Chefredaktion von c't - Jürgen Rink verlässt das Haus. Abgerufen am 11. Februar 2024.
5. ↑  redaktion MEEDIA: Nach fünf Jahren: Der "Spiegel" verliert seinen Social-Media-Verantwortlichen Torsten Beeck. Abgerufen am 11. Februar 2024.
6. ↑  Früherer "Spiegel"-Mann Torsten Beeck wechselt zu Facebook. Abgerufen am 11. Februar 2024 (deutsch).
7. ↑  Heise Medien: Personalie. Abgerufen am 23. Juni 2023.
8. ↑  Drei Chefredakteure verantworten künftig die Digitalstrategie bei Heise Medien. Abgerufen am 23. Juni 2023 (deutsch).

| Personendaten    | Personendaten        |
| ---------------- | -------------------- |
| NAME             | Beeck, Torsten       |
| KURZBESCHREIBUNG | deutscher Journalist |
| GEBURTSDATUM     | 22. Juni 1978        |
| GEBURTSORT       | Hamburg              |